# 狹翅波眼蝶
狹翅波眼蝶（学名：Ypthima angustipennis）为蛺蝶科波眼蝶屬下的一个种。本種成蟲外型與大波眼蝶非常類似，直到2000年始由日籍生物學者高橋真弓發表。本種後翅外緣角度較明顯、翅面底色較白；另外本種棲息海拔也較大波眼蝶更高。

## 描述
中型眼蝶，略具雌雄二型性。體背褐色，腹側淺褐至乳白色。雄蝶前足退化，雌蝶前足正常，翅幅較寬、色澤較淡，翅背外緣有淡色區。
頭、觸角與下唇鬚為黑褐色混乳白色，口器褐色。胸部與足褐色，翅緣毛亦為褐色。
前翅長23-25 mm，外型近三角形，前緣略凸，外緣與後緣近直線，翅頂鈍；R脈基部膨大呈紡錘形囊狀。後翅扇形或卵形。翅背面褐色，亞外緣常見暗色弧線。前翅背面近翅頂有一眼紋，後翅背面M3與CuA1室常各具一眼紋，CuA2室偶見小眼紋。翅腹面具白色細紋，後翅尤明顯。前翅腹面有二條暗色帶紋與一鮮明眼紋，後翅有五枚眼紋，分兩列：Rs與M1室為一群，M3、CuA1與CuA2室為另一群，後三者排成直線。後翅中央另有一條暗色橫帶。

## 分布
本種為台灣特有，分布於台灣本島低、中海拔山區。

## 生態習性
成蝶主要活動於林緣，飛行緩慢，會訪花；一年多代，除冬季外全年可見。幼蟲以禾本科植物如芒、臺灣蘆竹等為食。